# Pitíaxes (general)
Pitíaxes (em grego: Πιτυάξες) foi um oficial persa do século VI, ativo sob o xá sassânida Cavades I. Segundo Procópio, participou, ao lado de Baresmanas e Perozes, na desastrosa Batalha de Dara contra o exército bizantino liderado por Belisário. De acordo com Werner Sundermann, "Pitíaxes" não é seu nome verdadeiro, mas sim o título de pitíaxes que Procópio entendeu como nome próprio.